# Queitite
La queitite è un minerale.